# رود لافر أرينا
رود لافر أرينا (بالإنجليزية: Rod Laver Arena)‏ هي ساحة متعددة الأغراض تقع داخل ملبورن بارك، في ملبورن، فيكتوريا، أستراليا. الساحة هي المكان الرئيسي لبطولة أستراليا المفتوحة، أول بطولة جراند سلام للتنس في السنة التقويمية.